# Georg Flegel
Georg Flegel (Olomouc (Moràvia), 1566 - Frankfurt del Main, 23 de març de 1638), va ser un pintor alemany conegut per ser un dels primers i més importants pintors alemanys en realitzar natures mortes del segle xvii.

## Biografia
Va viatjar a Viena més o menys el 1580, on es va fer ajudant del pintor flamenc Lucas van Valckenborch. Quan aquest pintor va traslladar el 1592 el seu taller a Frankfurt del Main, també ho va fer Flegel com el seu ajudant, el seu treball consistia principalment a afegir flors o fruites als quadres del seu mestre. Allà va néixer el seu primer fill i va adquirir els drets de ciutadà de Frankfurt el 28 d'abril de 1597, gràcies al testimoni de van Valckenborch. Va romandre en aquesta ciutat fins a la seva mort.

## Obra

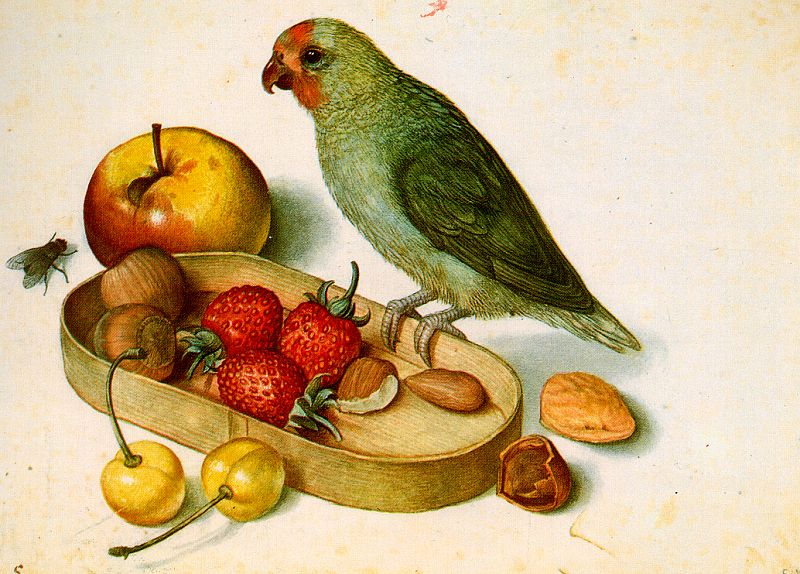
Natura morta amb lloro, aquarel·la Staatliche Museen, Berlín

Cap a 1600 va començar a dedicar-se a les natures mortes d'escenes de gènere, tipus d'obra que va sorgir en aquell temps i que presentava una gran varietat de temes. Els temes i motius repetitius suggereixen que de vegades també va treballar per aconseguir pintures més econòmiques.
Flegel no va treballar amb ningú més a part de van Valckenborch. Entre els seus alumnes es troben dos dels seus fills, Friedrich (1596/7-1616) i Jacob (1602-23), a més a més de Jacob Marrel (1614-1681), que va continuar el seu aprenentatge amb Jan Davidszoon de Heem (1606-1684). Flegel va influir de manera esporàdica sobre Sebastian Stosskopf (1598-1657).
És considerat el primer artista alemany representatiu de les primeres natures mortes modernes. Es va especialitzar en temes de menjars, banquets, esmorzars, ocells i flors. Va realitzar 110 aquarel·les, sobretot de natures mortes i quadres de flors.

## Relació d'obres

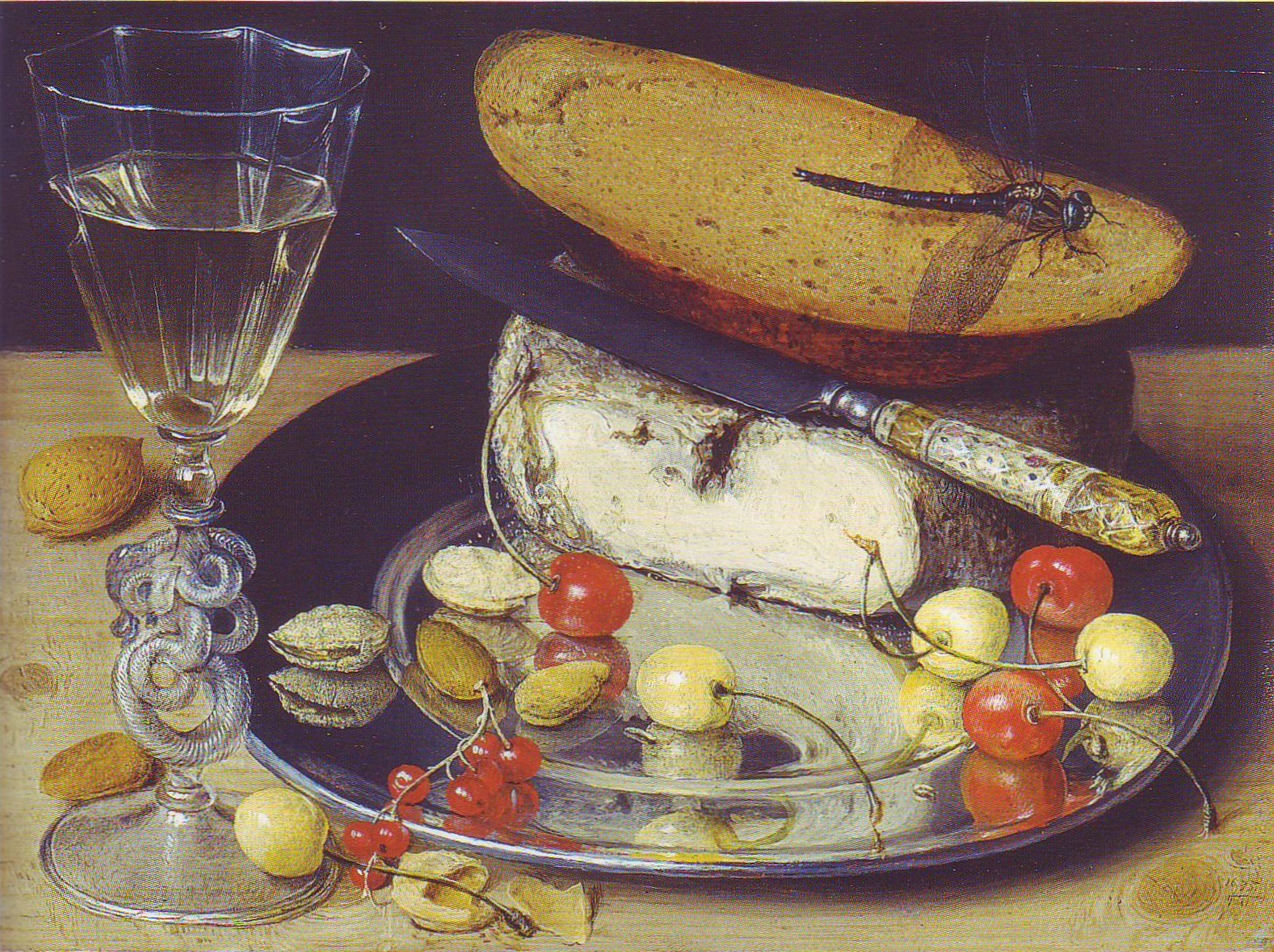
Natura morta amb formatge i cireres (1635), Galería Municipal, Stuttgart.

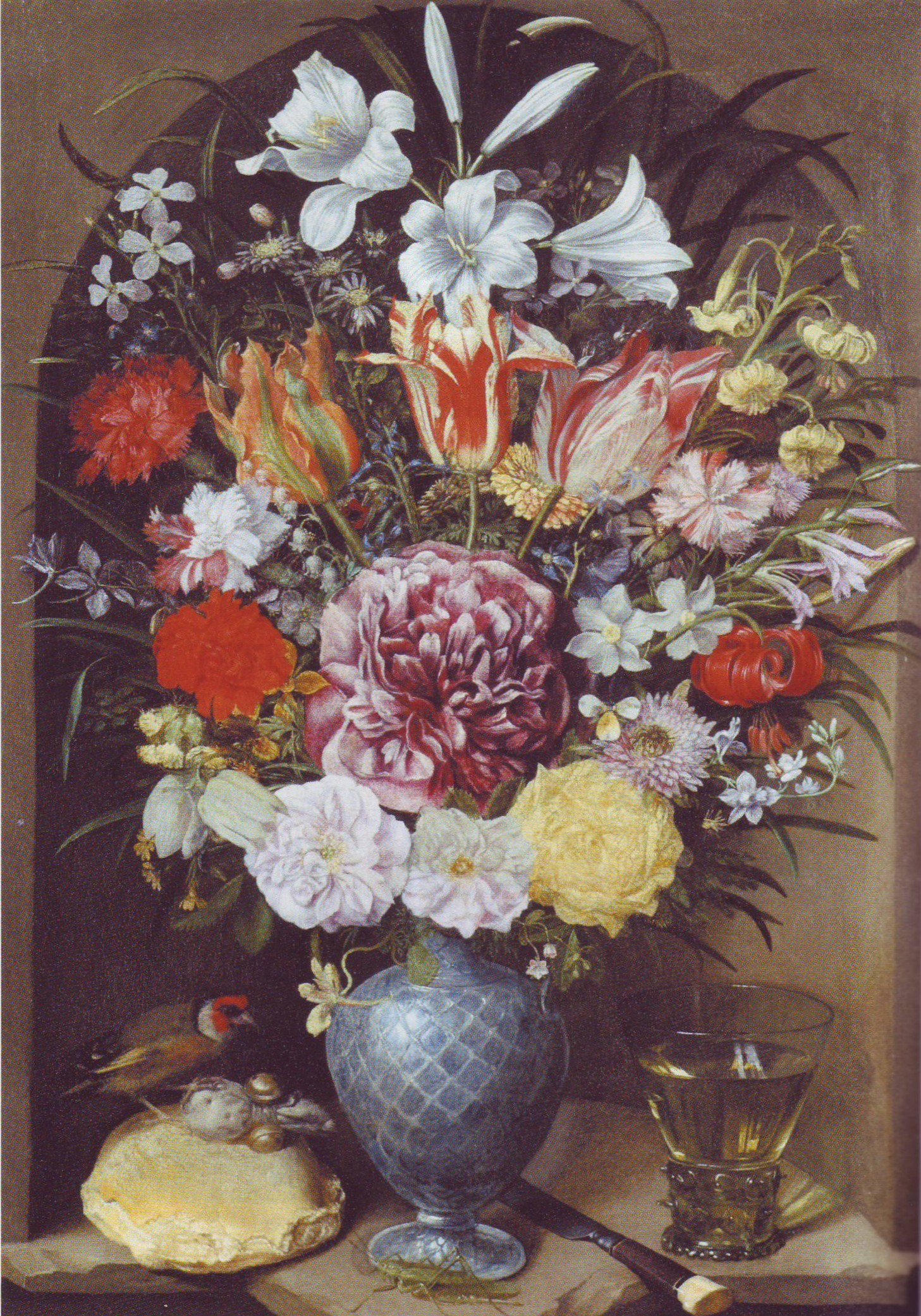
Flors, copa i cadernera sobre panet blanc en un nínxol col·lecció privada.

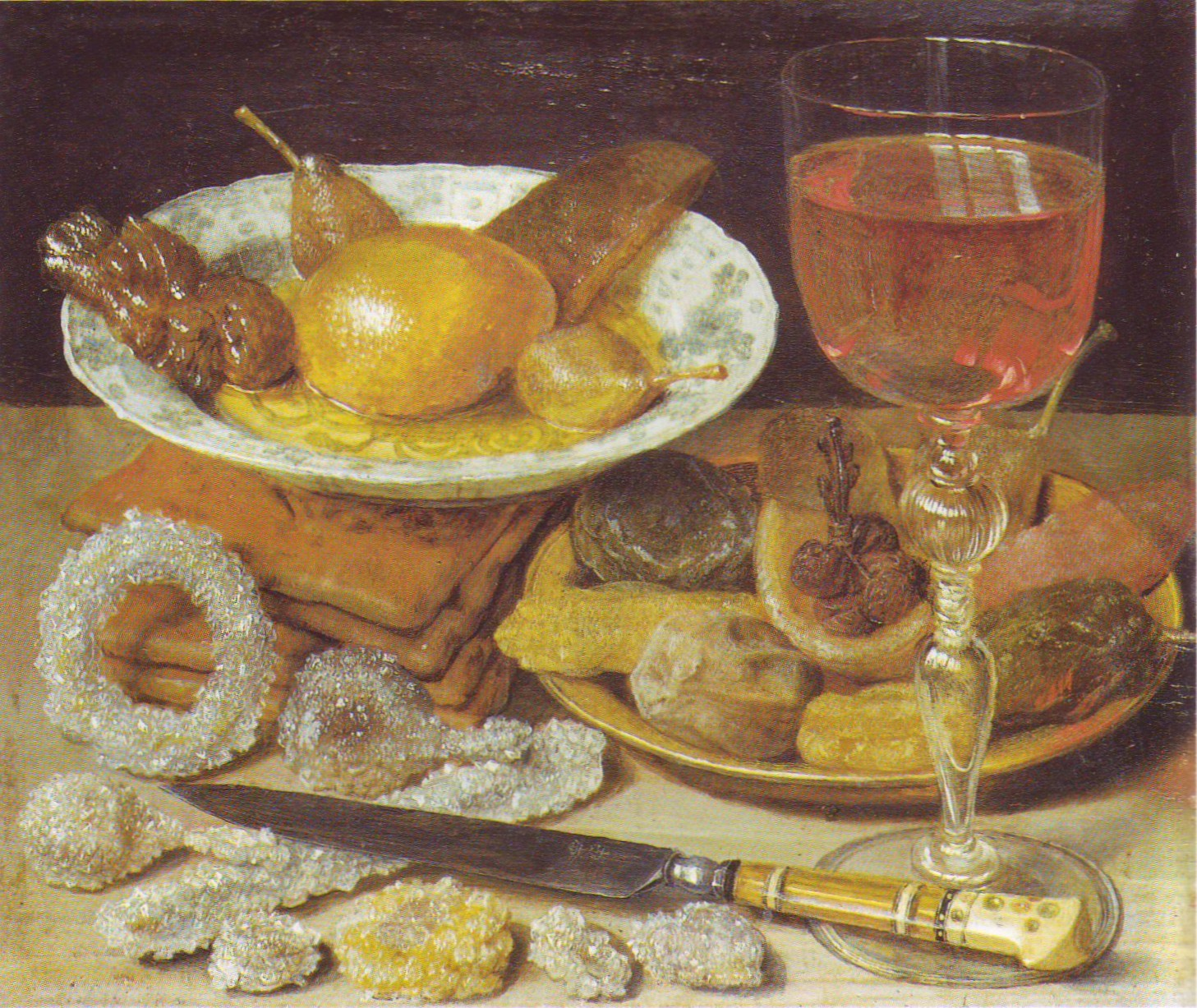
Natura morta amb galetes i dolços Institut Städel, Frankfurt del Main.

- Natura morta amb flors (c. 1604), Museu Fitzwilliam de la Universitat de Cambridge.
- Armari (1610), Museo Nacional, Praga.
- Tords y castanyes (c.1630), Museu histórico, Frankfurt del Main.
- Autoretrat amb rellotge d'arena (1630) Gabinet de Gravats del Staatliche Museen, Berlín.
- Menjar amb flors (1630), Museu de l'Hermitage, Sant Petersburg.
- Préssecs (1630), Museo Regional, Darmstadt.
- Natura morta amb clavells (1930-1635), Galeria Nacional, Praga.
- Natura morta amb espelmes (1930-5), Galeria Nacional d'Art de Karlsruhe, Karlsruhe.
- Natura morta amb tabac i espelma (1631), Museu Wallraf-Richartz, Colònia.
- Natura morta amb flors (1632), Museu d'Història de l'Art de Viena, Viena.
- Natura morta amb cérvol (1635), Museu Wallraf-Richartz, Colònia.
- Natura morta amb formatge i cireres (1635), Nova Galeria Estatal de Stuttgart, Stuttgart.
- Natura morta amb copa, ametlles i pretzel (1637), Museu Regional d'Art i Cultura Històrica de Westfalia, Münster.
- Natura morta amb pa i confitures (1637), Institut Städel, Frankfurt del Main.
- Natura morta amb peix (1637), Museu del Louvre, París.
- Presentació d'un menjar (1638), Col·lecció Václav Butta.
- Natura morta amb arengades i gerra Bartmann Museu Regional de Pomerania, Greifswald.
- Natura morta Metropolitan Museum of Art, Nova York.
- Natura morta amb galetes i dolços Institut Städel, Frankfurt del Main.
- Natura morta amb lloro Pinacoteca Clàssica, Múnic.
- Preparació del dinar Museu d'Art de Basilea, Basilea.